# خیابان تربیت

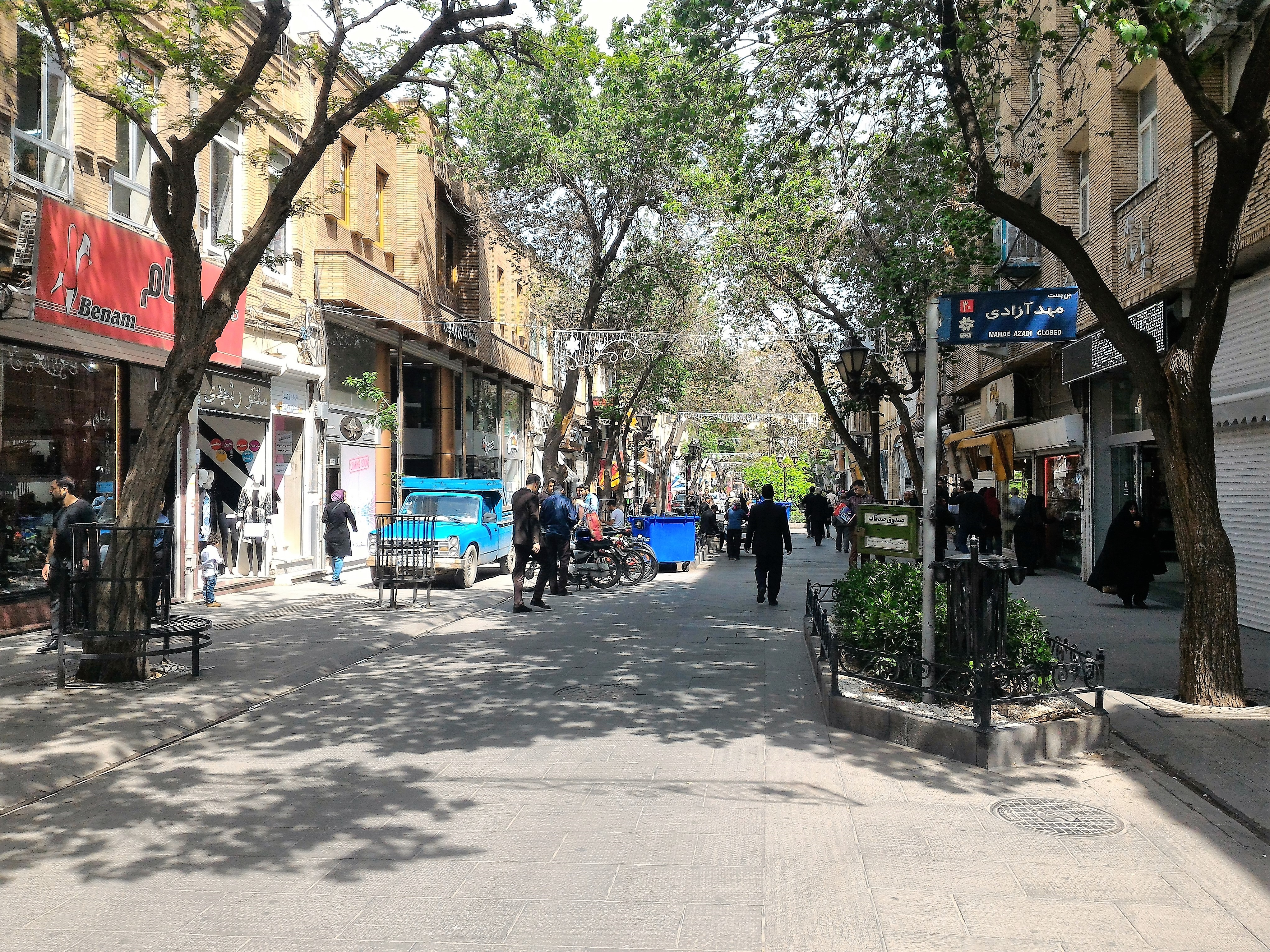
خیابان تربیت.

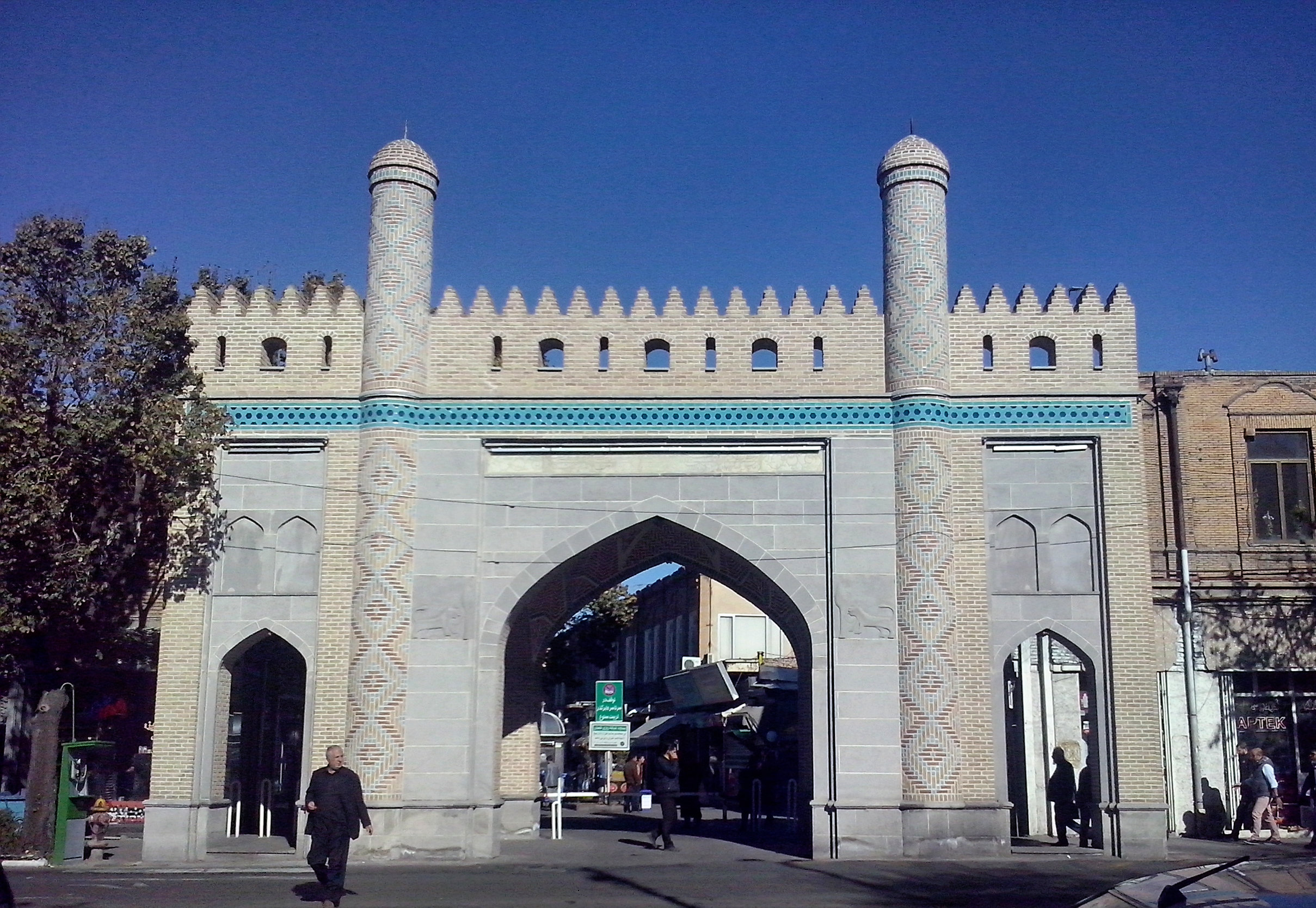
درب نوبر، ورودی خیابان تربیت از خیابان امام.

خیابان تربیت (به ترکی آذربایجانی: تربیت خیاوانی)، یکی از خیابان‌های قدیمی و مشهور تبریز است که در مرکز این شهر واقع شده است. این خیابان از خیابان امام خمینی به طرف خیابان فردوسی و محوطهٔ بازار تبریز به طور شمالی جنوبی امتداد داشته و امروزه از طرف شهرداری تبریز به پیاده‌راه تبدیل شده است.

## پیشینه

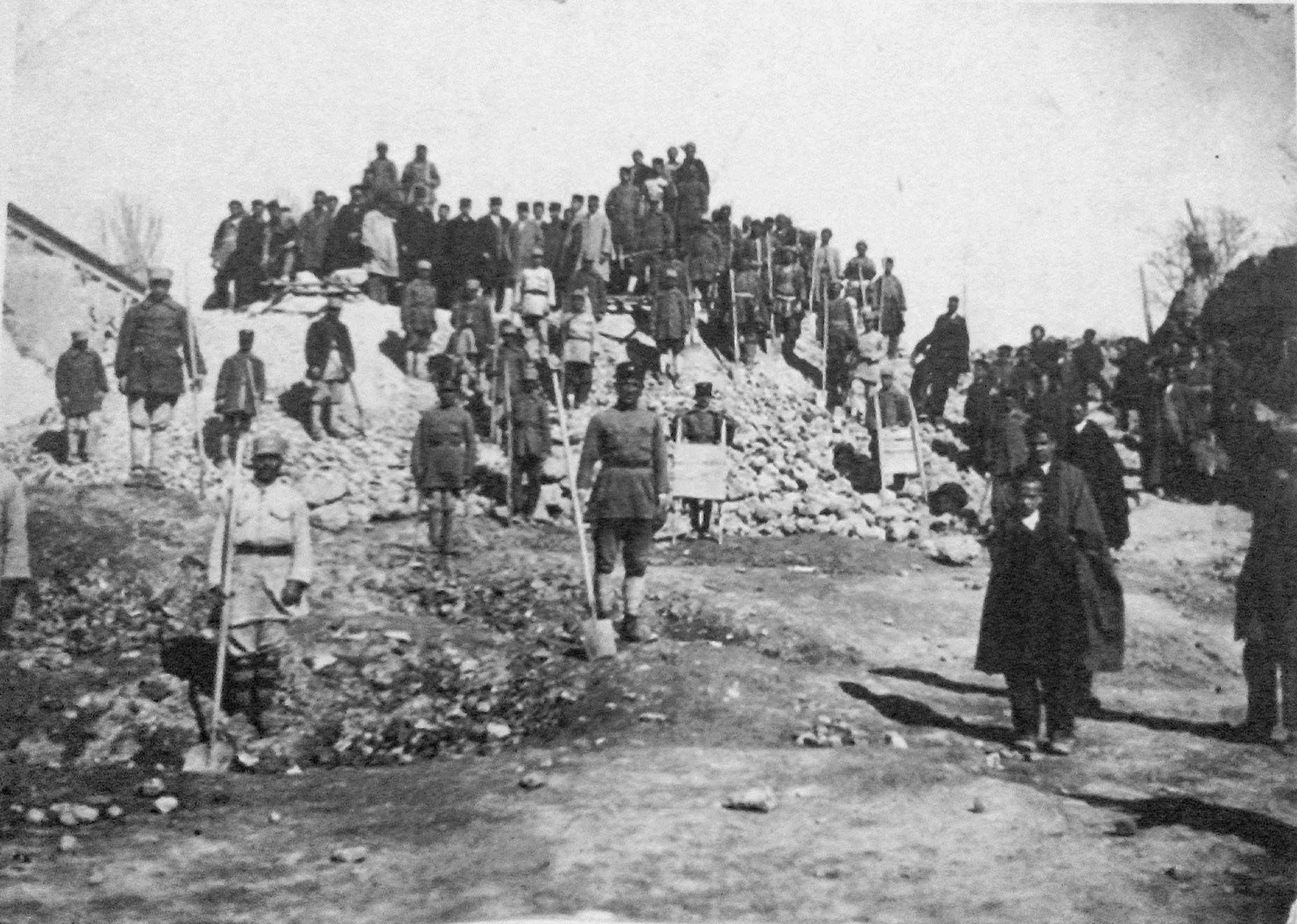
خیابان تربیت تبریز، کوچه گلپا، ۳۰ آذر ۱۳۰۰

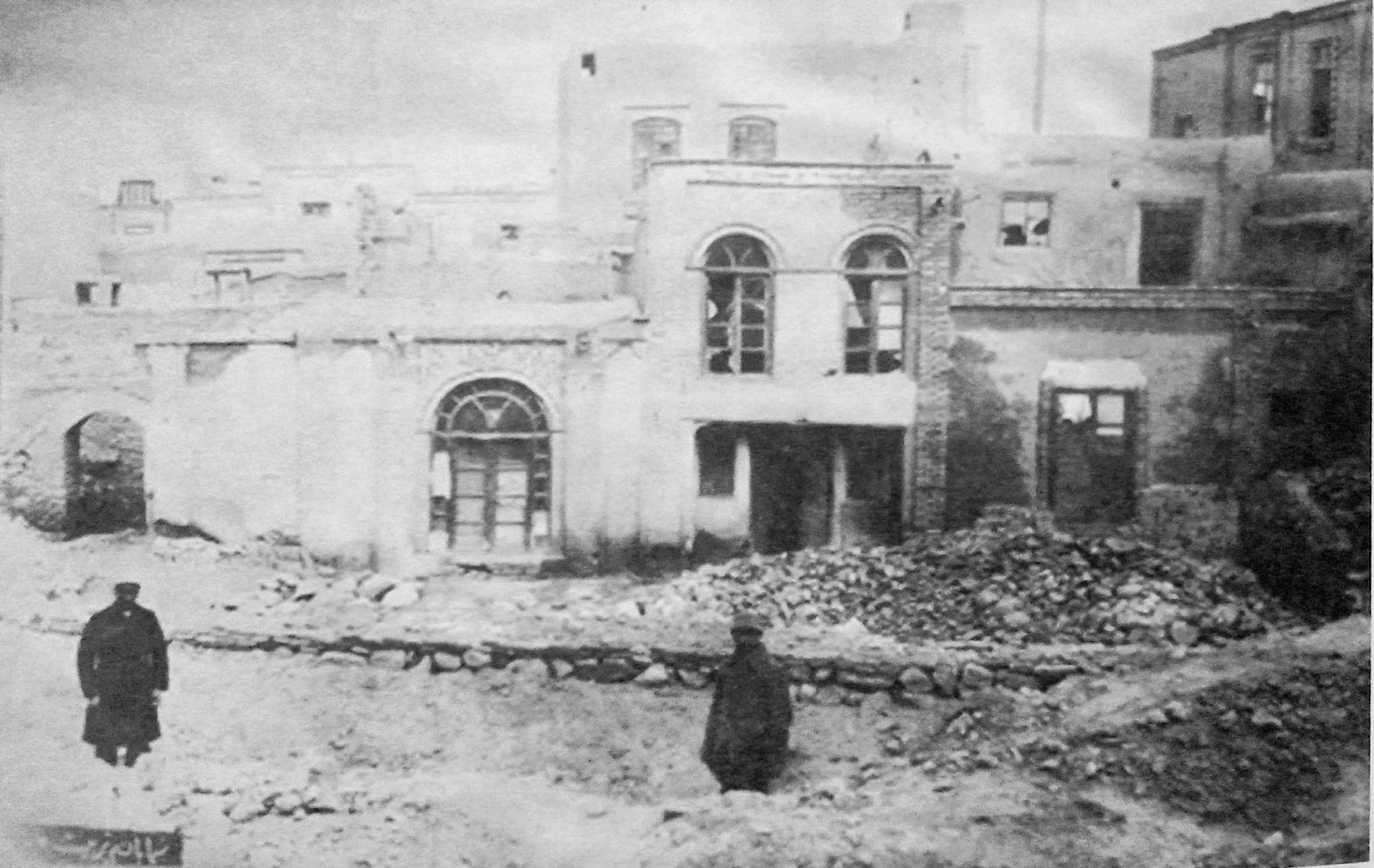
خیابان تربیت تبریز، خانه ناصر اعلا، ۲۰ آذر ۱۳۰۸.

این خیابان در سال ۱۳۰۸ شمسی زمانی که محمدعلی خان تربیت شهردار تبریز بود، همزمان با خیابان فردوسی، خاقانی، منجم، منصور و گلستان باغی ساخته شده و به نام وی نامگذاری شده است.
قبل از اینکه خیابان تربیت در سال ۱۳۰۸ احداث شود، این گذر، شاخه‌ای از جادهٔ ابریشم بود و از شهرت خاصی برخوردار بود.

## مکان‌ها و راه‌های ارتباطی
این خیابان در گذشته، محل گذر مردم شهر از محلات نوبر، مقصودیه و چرنداب بوده و به عنوان راه «الله بیگ» تا «دوره دربندی» به سوی «بازارچه خیابان» و مقر عالی قاپو از آن استفاده می‌شد. همچنین راهی بود به «بازار شیشه‌گرخانه» و «میدان هفت کچل» که امروزه به «چهارراه تربیت» و «فردوسی» تبدیل شده است. در خیابان تربیت چندین کوچه، همچون کوچهٔ پناهی و کوچه کرباسی واقع شده است که از این کوچه می‌توان به بازارچه کره‌نی‌خانه، خیابان ارتش شمالی و میدان شهدا راه یافت.
در اول خیابان تربیت مسجد قدیمی شعبان واقع شده است که از مساجد مهم تبریز محسوب می‌شود و روزگاری مسجد و محل اقامه نماز آیت‌الله قاضی طباطبایی بود. در این خیابان خانهٔ شاهزاده ضیاءالدوله امان‌الله میرزا قرار داشت که در جریان اشغال تبریز توسط روس‌ها در ۱۲۹۰ خورشیدی برای اینکه نتوانست کشتار اشغالگران روس را تحمل نماید، در کنسولگری انگلستان در تبریز، دست به خودکشی زد و اکنون همان عمارت و حیاط به محل پاساژ و بازار شیخ صفی تبدیل شده است و محل سرای حاج رسول به بازار مولانا و پارک مولانا از طرف شهرداری تبدیل شد. در تربیت غربی هم کوچهٔ انجمن قرار دارد.

## نگارخانه

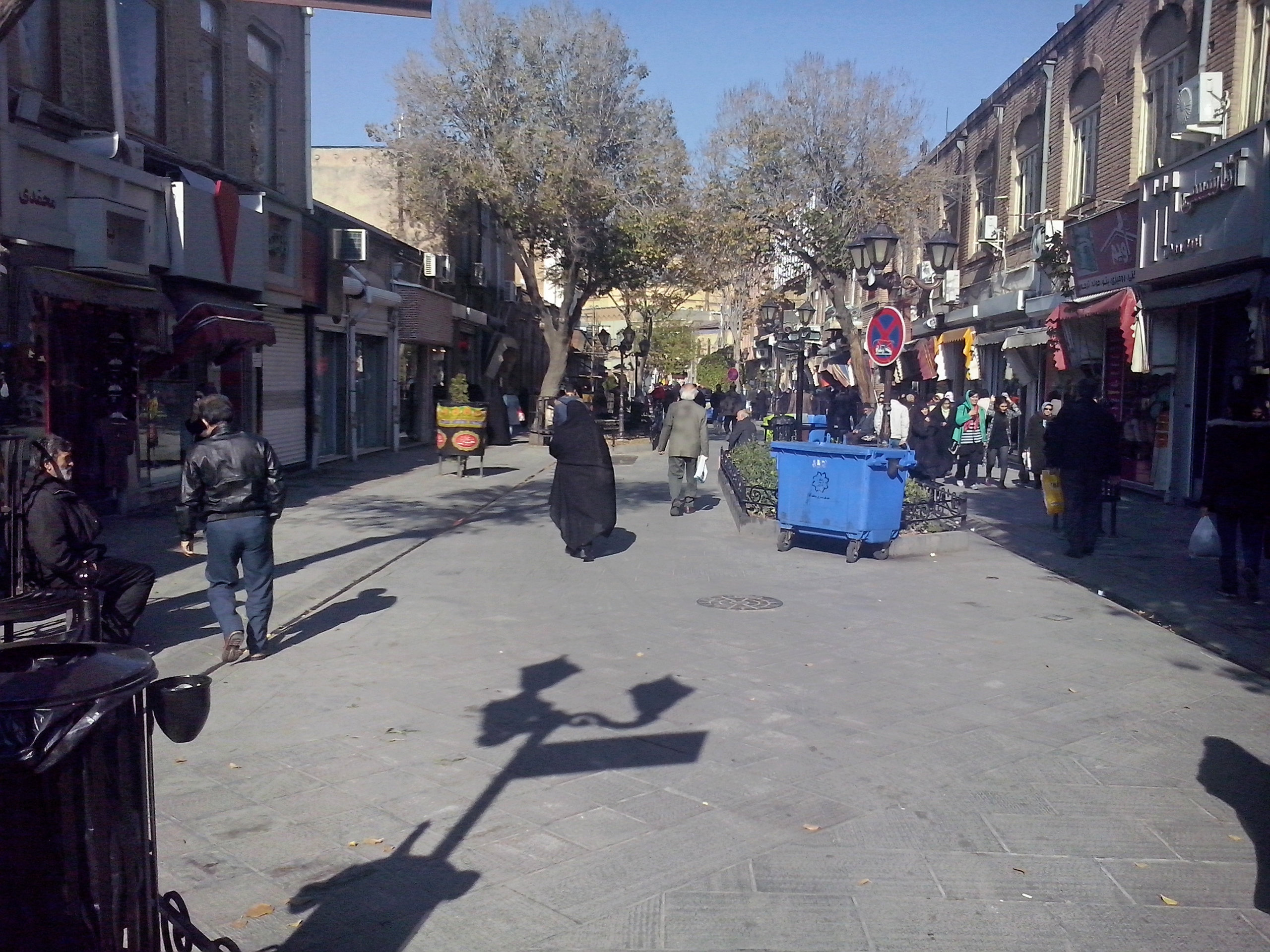
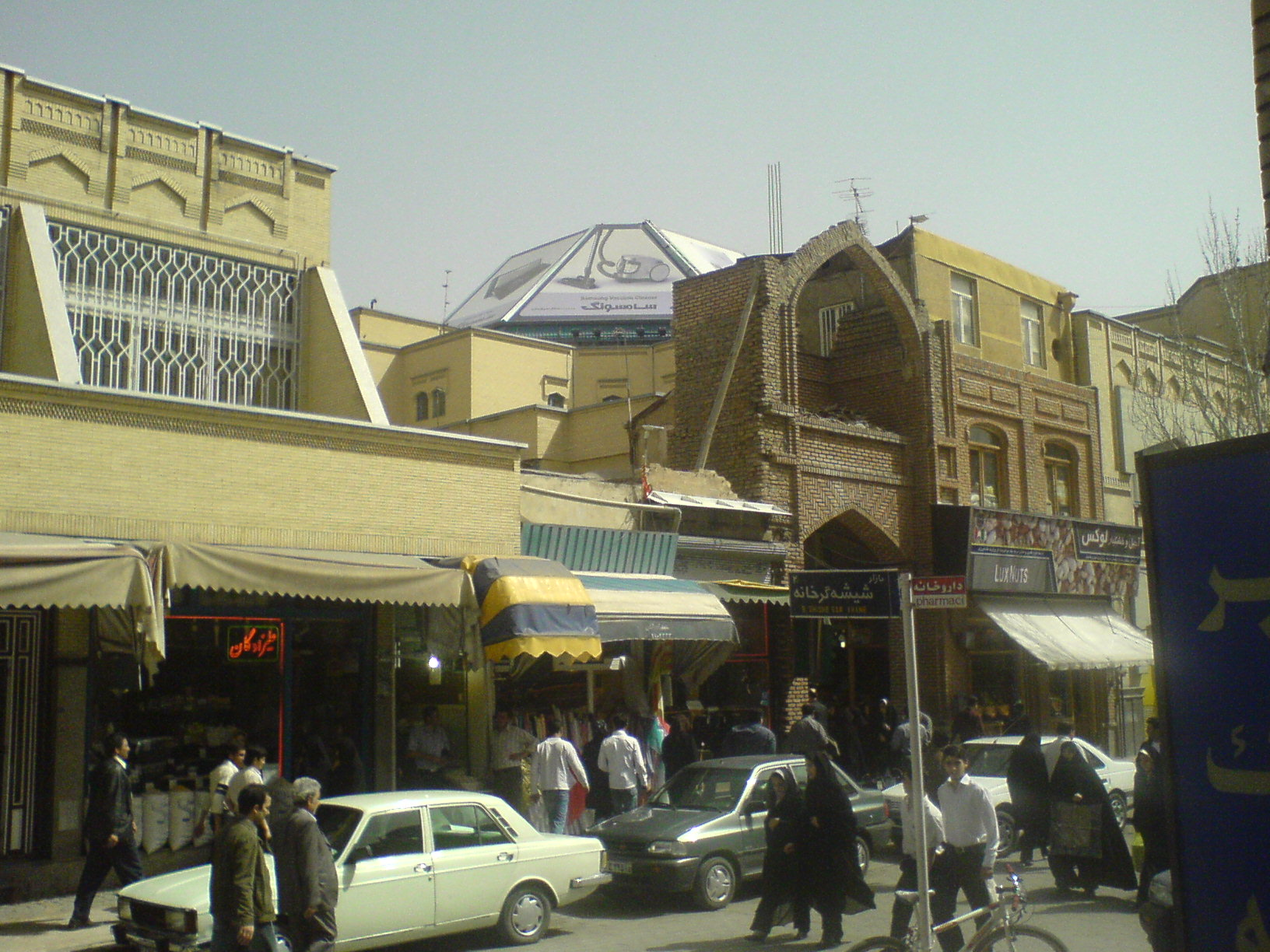
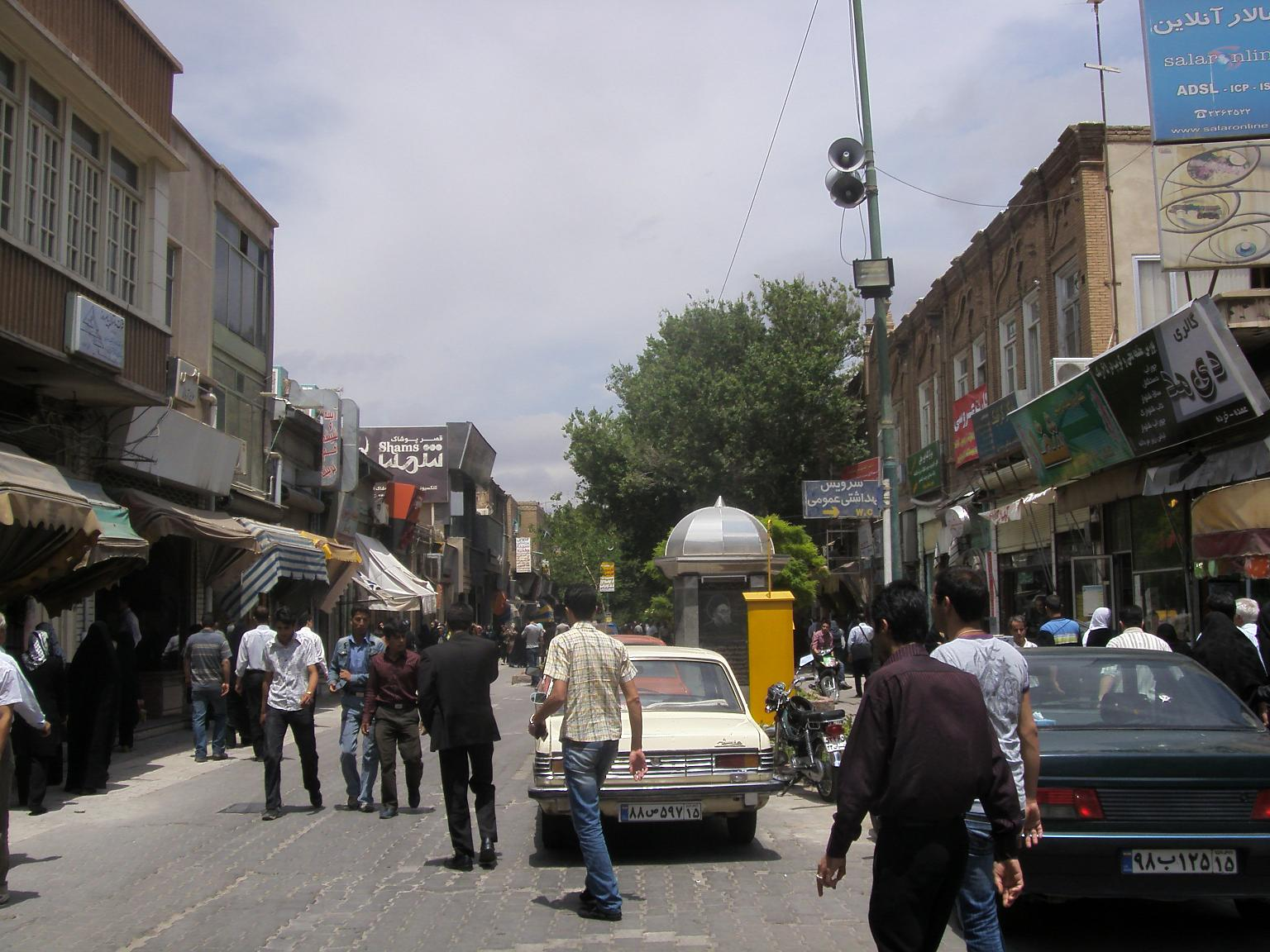